# Поинтингова теорема
Поинтингова теорема у електродинамици је тврђење о одржању енергије у електромагнетном пољу.

## Формулација теореме
Збир промене електромагнетне енергије у јединици времена у области V и енергије у јединици времена која исцури кроз граничну површину области V, једнака је негативном раду у јединици времена на премештању слободних и споља унетих наелектрисања.
- Поинтингова теорема у интегралном облику гласи:

{\displaystyle {\frac {\partial }{\partial t}}\int _{V}({\frac {\mathbf {D} \cdot \mathbf {E} }{2}}+{\frac {\mathbf {H} \cdot \mathbf {B} }{2}})dV+\int _{V}\mathbf {j} \cdot \mathbf {E} dV=-\iint _{\partial V}\mathbf {S} _{p}\cdot d\mathbf {S} }
- Поинтингова теорема у диференцијалном облику гласи:

{\displaystyle -{\frac {\partial u_{em}}{\partial t}}=\nabla \cdot \mathbf {S} _{p}+\mathbf {j} \cdot \mathbf {E} }